# Летающий финн
Летающий финн (фин. Lentävä suomalainen) — прозвище, которое изначально получили выдающиеся финские бегуны на средние и длинные дистанции. Впоследствии летающими финнами стали называть финских спортсменов, достигших выдающихся успехов в спорте. Впервые это прозвище получил легендарный бегун Ханнес Колехмайнен.

## Список летающих финнов
- Ханнес Колехмайнен — бегун на длинные дистанции
- Пааво Нурми — девятикратный олимпийский чемпион.
- Вилле Ритола — бегун на длинные дистанции.
- Лассе Вирен — бегун на длинные дистанции.
- Маркку Ален — автогонщик, обладатель Кубка FIA для раллийных пилотов (титул предшествующий чемпиону мира по ралли).
- Ари Ватанен — автогонщик, первый финский чемпион мира по ралли, первый 4-кратный победитель ралли «Дакар».
- Ханну Миккола — автогонщик, чемпион мира по ралли.
- Тимо Салонен — автогонщик, чемпион мира по ралли.
- Юха Канккунен — автогонщик, первый четырехкратный чемпион мира по ралли, победитель ралли «Дакар».
- Томми Мякинен — автогонщик, первым смог четыре раза подряд завоевать титул чемпиона мира по ралли.
- Маркус Гронхольм — автогонщик, двукратный чемпион мира по ралли.
- Кеке Росберг — автогонщик, первый финский чемпион мира Формулы-1.
- Мика Хаккинен — автогонщик, первый финский двукратный чемпион мира Формулы-1.
- Кими Райкконен — автогонщик, чемпион мира Формулы-1.
- Валттери Боттас — автогонщик, троекратный призёр чемпионата мира Формулы-1.
- Пертти Карппинен — гребец академической гребли.
- Теему Селянне — хоккеист.
- Матти Хаутамяки — прыгун с трамплина.
- Матти Нюкянен — прыгун с трамплина.